# Картографія Венери
Картографія Венери веде свій початок від 1960-х років:13. Оскільки поверхня Венери прихована від спостережень у видимому світлі щільним хмарним покривом, то розрізнити деталі на її поверхні стало можливим лише з появою достатньо потужних наземних радарів. Великі області, що мали на радіолокаційних зображеннях вигляд світлих плям, отримували позначення. Зі збільшенням числа спостережних даних знадобилося введення системи координат та системи найменувань для деталей поверхні Венери.

## Загальна інформація
Перше визначення системи координат для Венери надав Міжнародний астрономічний союз ув 1970 році, коли позначену на радіоастрономічних зображеннях грецькою буквою «альфа» деталь поверхні Венери (згодом отримала назву область Альфа) обрали точкою, через яку проходить нульовий меридіан:401. Ці зображення були складені, зокрема, на основі даних про спектр сигналу-відлуння з довжиною хвилі 12,5 см, отриманих Роландом Карпентером 1962 року і Діком Голдстейном у червні 1964 року в Ґолдстоуні.
Започатковані в кінці 1970-х років польоти до Венери АМС зі встановленими на них радіолокаторами для знімання поверхні Венери приносили все точніші дані. За даними першої з таких станцій — «Піонер-Венера-1», було складено карту поверхні Венери з роздільністю 150—200 км. Роздільність знімання північної приполярної області поверхні Венери з АМС «Венера-15» і «Венера-16» вже становила 1-2 км. За її результатами складено геолого-геоморфологічну карту, представлену 1984 року на 27-му Міжнародному геологічному конгресі, фотографічну і гіпсометричну карти 25 % території планети. При цьому поверхню північної чверті Венери (на північ від 30° пн. ш.) було розбито на 27 частин, кожній з яких відповідав аркуш фотографічної і аркуш гіпсометричної карт. Шляхом об'єднання всіх відомих до того моменту даних про Венеру 1989 року опубліковано перший Атлас рельєфу Венери.
Радіояскрава область Альфа вже не відповідала вимогам до точності прив'язки системи координат. Тому Д. Кемпбелл і Ю. Тюфлін вивчили шість кратерів, спільних для знімань «Венери-15», «Венери-16» і наземних радіоастрономічних спостережень 1983 року в Аресібо. З них обрали один, згодом названий Аріадна, і 1985 року робоча група МАС затвердила нові параметри системи координат, у якій нульовий меридіан проходив через центральну гірку цього кратера.
Космічний апарат «Магеллан» від 1990 до 1994 року охопив радіолокаційним та радіовисотомірним зніманням 98 % поверхні Венери, покривши значну частину області, не охопленої дослідженнями попередніх космічних апаратів та наземних радіотелескопів і перезнявши вже досліджену з роздільністю до 100 метрів. Для картографічної обробки отриманих «Магелланом» даних поверхню Венери розбили на 62 частини, для кожної з яких склали фотографічну картку. За даними радіовисотоміра «Магеллана», з використанням даних КА «Піонер-Венера-1», «Венера-15» і «Венера-16» складено гіпсометричну карту 98 % поверхні Венери і глобус Венери. Не охопленими радіолокаційними й висотомірними дослідженнями залишилися 2 % поверхні Венери в південній приполярній області. На підставі інформації, отриманої КА «Магеллан» і попередніми станціями, від 1995 року проводиться складання геологічних карт для кожної з 62 частин поверхні Венери. До 2013 року опубліковано 29 аркушів таких карток. Також створено оглядові (дрібномасштабні) гравіметрична карта і карта мікрохвильового випромінювання Венери. 2007 року за даними, отриманими радіовисотоміром КА «Магеллан» складено нову гіпсометричну карту Венери з назвами російською мовою, що включає деталі рельєфу, які отримали найменування після складання попередньої подібної карти.
Запущений у листопаді 2005 року Європейським космічним агентством КА «Венера-експрес» доповнив відомості про температуру північної півкулі Венери, зібрані фур'є-спектрометрами «Венера-15» і «Венера-16» (1500 профілів температури в діапазоні висот 60-90 км північної приполяної області), даними про температури південної півкулі. За результатами, отриманими картувальним спектрометром КА «Венера-експрес» 2009 року складено карту південної півкулі Венери в інфрачервоному діапазоні («температурна карта»).

## Системи координат
Головні параметри, що визначають систему координат для деталей поверхні Венери — це напрям осі обертання і положення нульового меридіана. Положення нульового меридіана спочатку було «прив'язане» до радіоастрономічних спостережень Голдстейна червня 1964 року: так, щоб на дату найближчої відстані Венери від Землі, 20 червня 1964 року, о 0 годині за всесвітнім часом центральний відносно Землі меридіан мав довготу 320 градусів, а сам нульовий меридіан (тобто лінія довготи 0 градусів), відповідно, проходив через радіояскраву область Альфа. Саме МАС і визначив вперше систему координат для поверхні Венери 1970 року на XIV Генеральній асамблеї у Брайтоні. Наступні зміни параметрів наведено в таблиці:
| Система  | Положення осі обертання                                                               | Положення нульового меридіана                                                                   | Використовувалася в…     |
| -------- | ------------------------------------------------------------------------------------- | ----------------------------------------------------------------------------------------------- | ------------------------ |
| МАС-70   | {\displaystyle \alpha _{0}=273^{\circ },0} {\displaystyle \delta _{0}=+66^{\circ },0} | Таке, що в епоху JED 2438566,5 при погляді з центру Землі центральний меридіан має довготу 320° |                          |
| МАС-79   | {\displaystyle \alpha _{0}=272^{\circ },8} {\displaystyle \delta _{0}=67^{\circ },2}  | {\displaystyle W=213^{\circ },63-1^{\circ },4814205d}                                           |                          |
| МАС-82   | {\displaystyle \alpha _{0}=272^{\circ },78}{\displaystyle \delta _{0}=67^{\circ },21} | {\displaystyle W=159^{\circ },91-1^{\circ },4814205d}                                           | «Венера-15», «Венера-16» |
| МАС-85   | {\displaystyle \alpha _{0}=272^{\circ },69}{\displaystyle \delta _{0}=67^{\circ },17} | {\displaystyle W=160^{\circ },39-1^{\circ },4813291d}                                           | «Магеллан», ArcMap 8.x   |
| МАС-2000 | {\displaystyle \alpha _{0}=272^{\circ },76}{\displaystyle \delta _{0}=67^{\circ },16} | {\displaystyle W=160^{\circ },20-1^{\circ },4813688d}                                           | ArcMap 8.x               |

Форма Венери вважається сферичною, тому різниці між вживанням термінів планетоцентрична (в цьому випадку називається венероцентричною) і планетографічна (в цьому випадку називається цитерографічною) стосовно системи координат на поверхні Венери не видно. За заданої системи координат екватор береться перпендикулярним до осі обертання й проходить через центр Венери, відлік довготи на поверхні Венери йде на схід від нульового меридіана від 0° до 360°, а широти змінюються від 0° до 90° і вважаються від'ємними на південь від екватора і додатними — на північ від нього.